# Vriesea sazimae
Vriesea sazimae är en gräsväxtart som beskrevs av Elton Martinez Carvalho Leme. Vriesea sazimae ingår i släktet Vriesea och familjen Bromeliaceae. Inga underarter finns listade i Catalogue of Life.